# Port lotniczy Frankfurt-Hahn

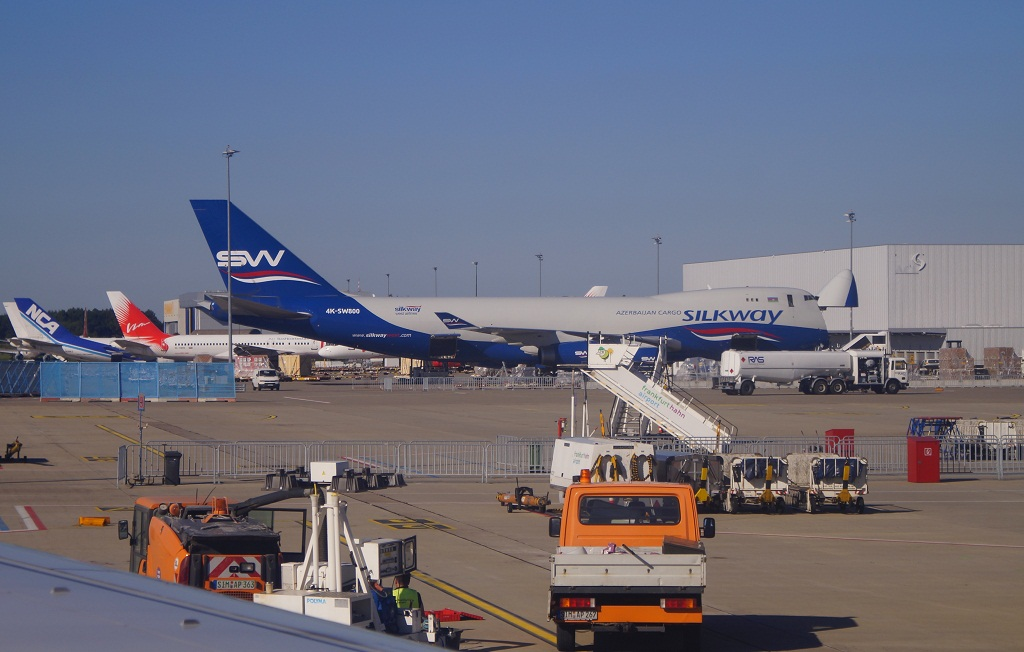
Widok na terminal cargo

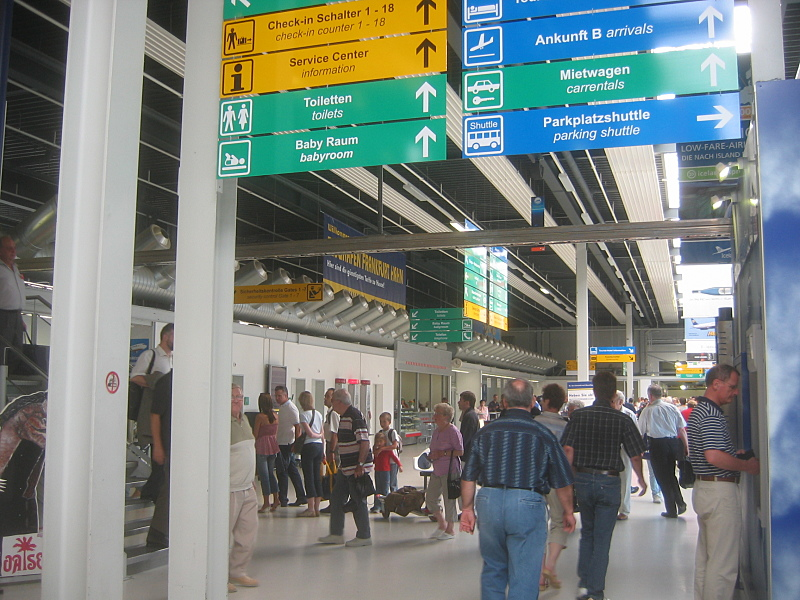
Wnętrze terminalu w porcie lotniczym Frankfurt-Hahn

Port lotniczy Frankfurt-Hahn (niem. Flughafen Frankfurt-Hahn, ang.: Frankfurt-Hahn Airport, IATA: HHN, ICAO: EDFH) – międzynarodowy przesiadkowy port lotniczy tanich linii lotniczych usytuowany niedaleko miast Kirchberg (Hunsrück) (10 km) i Simmern/Hunsrück (20 km) w Niemczech. Wbrew swojej nazwie, jest odległy o ponad 130 km (odległość drogowa) na zachód od Frankfurtu nad Menem.

## Historia

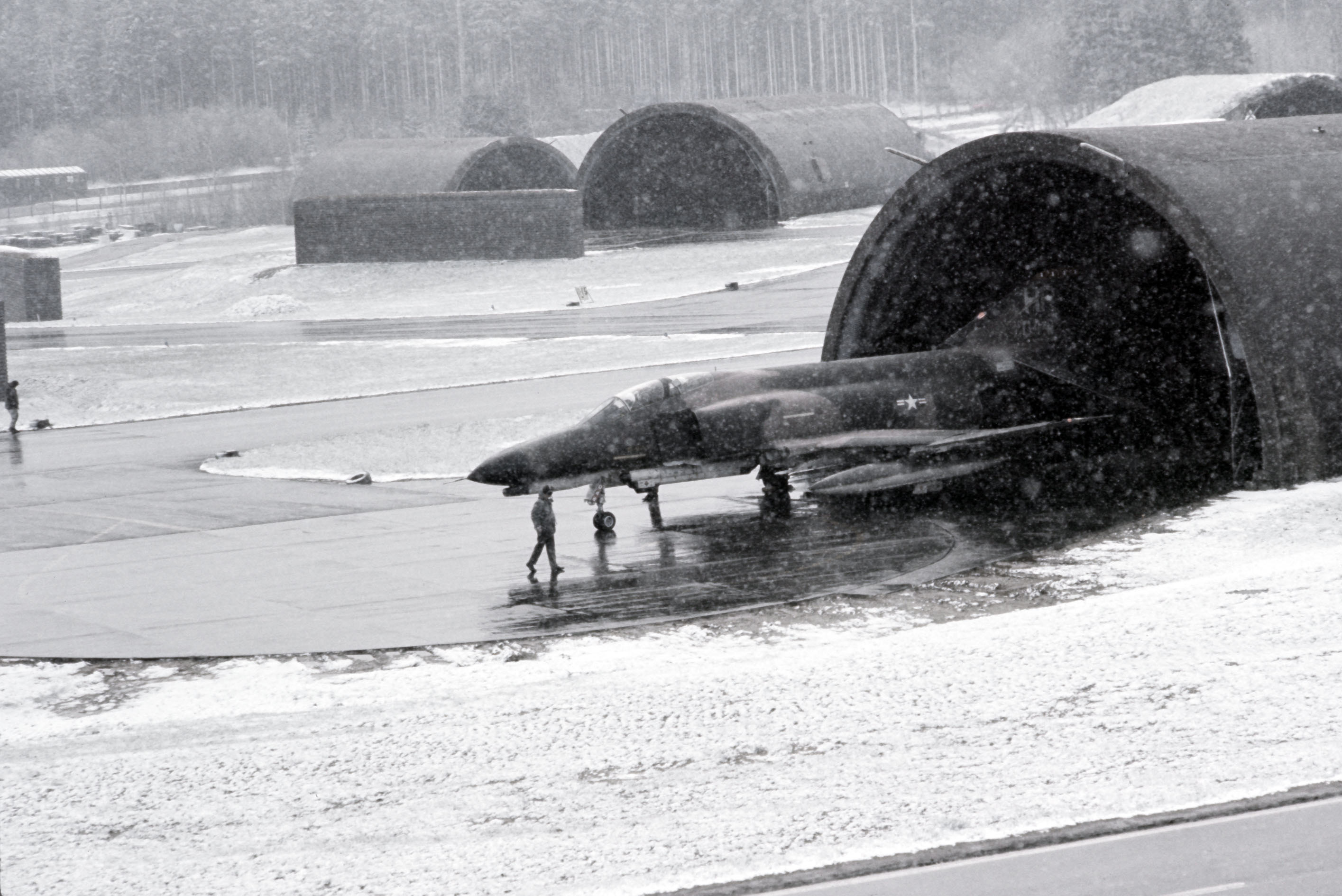
Lotnisko w roku 1978

Lotnisko powstało w 1951 roku (zbudowane przez okupacyjne siły francuskie). W roku 1952 przejęte przez siły zbrojne USA (7356th Air Base Group USAF), następnie funkcjonowało jako baza 50 Skrzydła Myśliwskiego (50th Fighter Wing) USAFE, pod nazwą Hahn Air Base (ICAO: EDAH). 30 września 1993 roku częściowy nadzór nad lotniskiem przejęły władze cywilne, a od roku 2012 lotnisko całkowicie utraciło swój militarny charakter i stało się wyłącznie portem lotniczym.

## Informacja techniczna
Port lotniczy Frankfurt-Hahn może obsługiwać duże samoloty typu Boeing 747 i większe. Posiada on wydłużoną w ostatnim czasie drogę startową o długości 3800 m.

## Linie lotnicze i kierunki lotów
| Linia lotnicza   | Kierunek |
| ---------------- | --- |
| Air Arabia Maroc | Sezonowo: 1. Nador |
| Air Serbia       | 1. Nisz |
| FlyOne           | 1. Kiszyniów |
| Ryanair          | 1. Alicante 2. Bari 3. Mediolan-Bergamo 4. Katania 5. Dublin 6. Faro 7. Fez 8. Kerry 9. Londyn-Stansted 10. Malaga 11. Nador 12. Palma de Mallorca 13. Porto 14. Sewilla 15. Treviso 16. Zagrzeb Sezonowo: 1. Barcelona 2. Cagliari 3. Chania 4. Korfu 5. Girona 6. Ibiza 7. Marrakesz 8. Palermo 9. Pescara 10. Rzym-Fiumicino 11. Teneryfa-Południe 12. Saloniki 13. Walencja 14. Wilno 15. Zadar |
| Wizz Air         | 1. Katania (od 18 grudnia 2023) 2. Kluż-Napoka 3. Kutaisi 4. Skopje 5. Sofia 6. Timișoara 7. Tirana |

### Cargo
| Linia lotnicza         | Kierunek                                  |
| ---------------------- | ----------------------------------------- |
| Aerotranscargo         | 1. Baku 2. Rijad 3. Rio de Janeiro-Galeão |
| Silk Way West Airlines | 1. Baku 2. Wiedeń                         |
| Suparna Airlines       | 1. Wuxi 2. Xi’an                          |

## Połączenia komunikacyjne
Port lotniczy Frankfurt-Hahn jest łatwo osiągalny samochodem lub autobusem. Autobusy kursują co dwie godziny pomiędzy portem lotniczym a najbliższym głównym dworcem kolejowym, w Moguncji (Mainz), odległym o 60 km, który jest obsługiwany połączeniami kolejowymi z całych Niemiec.
Port lotniczy Hahn nie posiada własnego połączenia kolejowego, natomiast cogodzinne autobusowe połączenie obsługuje główny dworzec kolejowy we Frankfurcie, po drodze zatrzymując się przy Terminalu 1 portu lotniczego Ren-Men we Frankfurcie (Frankfurt-am-Main). Istnieje również połączenie autobusowe z głównym dworcem kolejowym w Kolonii (Köln) oraz regularne połączenia autobusami rejsowymi z Luksemburgiem.
Przy porcie lotniczym Hahn znajdują się obszerne parkingi, obsługiwane autobusem do terminalu.